# 552 (szám)
Az 552 (római számmal: DLII) egy természetes szám.

## A szám a matematikában
A tízes számrendszerbeli 552-es a kettes számrendszerben 1000101000, a nyolcas számrendszerben 1050, a tizenhatos számrendszerben 228 alakban írható fel.
Az 552 páros szám, összetett szám. Téglalapszám (23 · 24). Kanonikus alakban a 23 · 31 · 231 szorzattal, normálalakban az 5,52 · 102 szorzattal írható fel. Tizenhat osztója van a természetes számok halmazán, ezek növekvő sorrendben: 1, 2, 3, 4, 6, 8, 12, 23, 24, 46, 69, 92, 138, 184, 276 és 552.
Érinthetetlen szám: nem áll elő pozitív egész számok valódiosztóösszeg-függvényeként.
Az 552 négyzete 304 704, köbe 168 196 608, négyzetgyöke 23,49468, köbgyöke 8,20313, reciproka 0,0018116. Az 552 egység sugarú kör kerülete 3468,31829 egység, területe 957 255,84792 területegység; az 552 egység sugarú gömb térfogata 704 540 304,1 térfogategység.